# 삼륜차

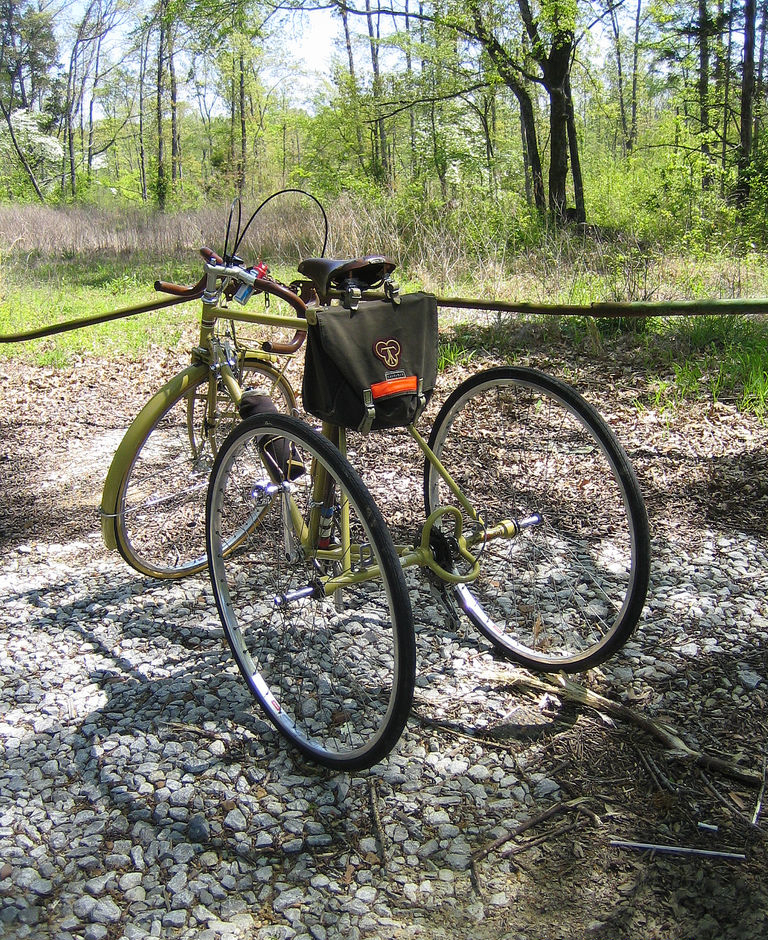
삼륜(세발) 자전거

삼륜차(三輪車)는 차륜(차의 바퀴)이 3개인 탈것의 총칭이다. 트라이시클(영국 영어:Tricycle), 트라이크(영국 영어:Trike), 스리 휠러(미국 영어:Three wheeler)라고도 부른다.

## 개요
삼륜차의 차륜은 기본적으로 차량중심에 대하여 좌우 대칭의 이등변 삼각형에 배치되지만, 미니카(차량)등, 경우에 따라서는 변측적인 배치의 물건도 있다. 좌우 대칭에 배치된 것은 앞바퀴가 하나인 델타(delta)형과, 뒷바퀴가 하나인 올챙이(tadpole)형으로 나눌 수 있다.
"Tricycle"의 어원은 라틴어로 "3"을 의미하는 접두사의 "tri"와 "바퀴"를 의미하며, "cyclus”에 유래한다.

## 역사
1771년 퀴뇨가 자동차의 시초라고 할 수 있는 삼륜 증기자동차를 만들었다.
기록에 남는 최초의 사용은 1828년의 삼륜 마차, 페달, 증기기관, 내연기관 등과 함께 발달했다. Trike(트라이크)라고 하는 약칭의 사용은 1883년으로 거슬러 올라갈 수 있다.
현재 가장 보급되고 있는 삼륜차는 어린이의 놀이용 페달식 삼륜차이지만, 엔진이 얹어진 삼륜차 등의 각양각색인 삼륜차가 존재한다. 초기의 삼륜차는 성인용이며 성인용 페달식 삼륜차는 1868년부터 존재한다.

## 유아용 삼륜자전거
일반적으로 델타 타입이며, 페달, 구동, 조향은 앞바퀴이다. 대부분 자전거를 타는 것을 기억하기 전의 유아가 사용한다.
3개의 차륜이 있는 것으로, 안정이 충분하며, 대부분 밸런스 감각을 필요로 하지 않고 간단히 익숙하게 탈 수 있다. 페달이 직결되고 있는 앞바퀴의 지름이 작기 때문에 속도는 그다지 나지 않는다.
평지에서의 사용을 상정하고 있기 때문에 브레이크 장치를 가지지 않는 것이 많다. 이 문제로 내리막 경사지에서는 속도가 높아지게 되는 위험이 있기 때문에 보호자는 주의할 필요가 있다.
보호자가 서있는 자세에서 차체를 밀어서 이동시키기 위한 손잡이가 있어, 유아용 삼륜자전거 중에는 그 손잡이를 통해 보호자가 지도를 할 수 있는 것도 있다. 이러한 타입은 장난감으로의 용도와 유모차를 닮은 용도를 겸하고 있다고 말할 수 있다.

## 삼륜 자전거
- 앞바퀴가 하나이며 뒷바퀴가 두개인 형태 : 뒷부분의 차륜 사이에 장바구니 등을 설치하고 있다.
- 앞바퀴가 둘이며, 뒷바퀴가 하나인 형태 : 유럽이나 동남아시아에서는 앞바퀴 사이에 폭이 넓은 운반 또는 승차용 장치를 설치한 것이 발달해 있다.

## 삼륜 모터사이클
모터사이클을 반으로 잘라 앞부분만 사용하고 뒤에는 리어카를 연결한 차량이다. 가격이 1천만 원 이하로 매우 저렴하기 때문에 트럭 대신 사용하는 경우가 많다.

## 용어
영어권에서 삼륜차는 인력을 동력으로 하는 것도 원동기(엔진 또는 전기모터)를 동력으로 하는 것도 모두 Trike라고 부르고 있으며, 특히 필요한 경우에는 앞부분에 문맥을 붙여 구분한다. 인력을 동력으로 하는 것은 Human-powered를 붙여서  Human-powered-trike로, 원동기를 동력으로 하는 것은 motor를 붙여서 motor-trike로 구별한다.

## 같이 보기
- 삼륜자동차
- 트라이크
- 사이드카
- 자전거